# Guillermo Villalobos Arce
Guillermo Villalobos Arce fue un político costarricense. Villalobos fue tres veces diputado y candidato presidencial.
Estudió derecho en la Universidad de Costa Rica en 1947. En esa época era militante calderonista, es decir, apoyaba ideológicamente al gobierno de Teodoro Picado Michalski en momento de grave crispación política y polarización entre el gobierno y la oposición. Al estallar la guerra civil de 1948 grupos opositores se acuartelaron en la UCR donde realizaban ataques contra el Cuartel Bellavista del gobierno, por lo que éste decidió tomar el centro académico. El jefe de dicha operación fue Villalobos y la toma duró unos cinco días. Finalizada la guerra Villalobos fue uno de los estudiantes señalados como “colaboracionistas” del derrocado gobierno y sancionados con la expulsión por dos años.
Villalobos fue luego diputado en el período 1958-1962 por parte del oficialista Partido Unión Nacional que llevó a la presidencia en ese período a Mario Echandi Jiménez. Elecciones legislativas de Costa Rica de 1974. Volvió a ser elegido de 1966-1970 durante la presidencia de José Joaquín Trejos Fernández. Resultó elegido diputado de nuevo en 1974, en este caso de oposición pues el ganador de estas elecciones fue Daniel Oduber Quirós del Partido Liberación Nacional, en unos comicios donde los partidos opositores fueron a las urnas muy divididos. Arce era en este período vicepresidente del Partido Unificación Nacional y jefe de fracción de este partido que era en ese momento la primera fuerza de oposición. Fue candidato presidencial por Unificación en las elecciones de 1978 pero la Coalición Unidad que postuló a Rodrigo Carazo Odio arrasó con el voto de toda la oposición y atrajo a la mayor parte del voto tradicional unificacionista por lo que Arce obtuvo 1% de los votos. Unificación desaparecería poco después.